# Hank Mobley Quintet
Hank Mobley Quintet — студійний альбом американського джазового саксофоніста Генка Моблі, випущений у 1957 році лейблом Blue Note Records.

## Опис
Тенор-саксфоніст Генк Моблі записав цей альбом під час сесії 8 березня 1957 року з трубачем Артом Фармером, піаністом Горасом Сільвером, басистом Дугом Воткінсом і ударником Артом Блейкі. Усі шість композицій були написані Моблі.

## Список композицій
1. «Funk in Deep Freeze» (Генк Моблі) — 6:50
2. «Wham and They're Off» (Генк Моблі) — 7:42
3. «Fin de l'affaire» (Генк Моблі) — 6:39
4. «Startin' from Scratch» (Генк Моблі) — 6:43
5. «Stella-Wise» (Генк Моблі) — 7:18
6. «Base on Balls» (Генк Моблі) — 7:33

## Учасники запису
- Генк Моблі — тенор-саксофон
- Арт Фармер — труба
- Горас Сільвер — фортепіано
- Дуг Воткінс — контрабас
- Арт Блейкі — ударні

Технічний персонал
- Альфред Лайон — продюсер
- Руді Ван Гелдер — інженер
- Роберт Левін — текст
- Френсіс Вульфф — фотографія обкладинки
- Гарольд Фейнстейн — дизайн обкладинки